# Miss Terre
Pour l’article ayant un titre homophone, voir Mystère.
Pour les articles homonymes, voir Miss.
Ne doit pas être confondu avec Miss International, Miss Monde ou Miss Univers.
L'élection de Miss Terre (Miss Earth en anglais) est un concours de beauté international et annuel qui encourage à la sensibilisation à la protection de l'environnement et à la responsabilité sociale. C'est le quatrième plus grand concours de beauté au monde avec Miss Monde, Miss International et Miss Univers.
Les gagnantes consacrent leur année à la promotion de projets spécifiques et abordent souvent des questions concernant l'environnement et d'autres défis mondiaux. Elles effectuent également de nombreuses actions autour de ces thèmes, comme des visites d'écoles, des activités de plantation d'arbres, des campagnes de rue, des nettoyages du littoral, des conférences, des visites de centres commerciaux, des invitations aux médias, des foires environnementales, des programmes de contes pour enfants, des spectacles de mode écologique et d'autres activités environnementales.
Miss Terre devient également porte-parole pour les organisations tels que Carousel Productions (en), l'UNEP et d'autres organisations environnementales. La Fondation Miss Terre travaille également avec les départements et ministères de l'environnement des pays participants, divers secteurs privés et entreprises, ainsi qu'avec la WWF.

## Histoire

### Création
Carousel Productions (en) lance la première édition de Miss Terre en 2001 en tant qu'événement environnemental international ayant pour mission de faire du concours de beauté un outil efficace pour promouvoir la préservation de l'environnement,. Le concours est présenté officiellement pour la première fois lors d'une conférence de presse le 3 avril 2001.
Le concours a des liens avec des organismes gouvernementaux philippins, tels que le ministère du tourisme, le ministère de l'environnement et des ressources naturelles et l'autorité de développement métropolitain de Manille, ainsi qu'avec des groupes environnementaux internationaux comme le Programme des Nations unies pour l'environnement et Greenpeace, afin de promouvoir sa défense de l'environnement, La gagnante du concours se rend dans différents pays et participe à des projets avec les ministères de l'environnement des pays participants,. Les représentants du concours prennent également part à des cérémonies de plantation d'arbres, à des programmes d'immersion environnementale et culturelle, à des visites de sponsors et à des excursions,.
En 2004, la Fondation Miss Terre est créée pour faire avancer les causes du concours et pour travailler avec des groupes locaux et internationaux et des organisations non gouvernementales qui sont activement impliqués dans la conservation et l'amélioration de l'environnement,. Leur campagne se focalise sur la sensibilisation des jeunes à l'environnement. Son grand projet, « I Love Planet Earth School Tour », enseigne et distribue du matériel pédagogique aux écoliers. La Fondation sensibilise également les gens à agir contre la dégradation et la protection de l'environnement en suivant les 5R : repenser, réduire, réutiliser, recycler et respecter.
Le concours s'est développé au fil des années, avec la participation d'un nombre croissant de pays chaque année. En 2003, il est devenu le troisième plus grand concours international de beauté, surpassant le nombre de candidates de Miss International.
En 2006, le concours co-organise les « Champions de la Terre » un programme des Nations unies pour l'environnement avec des prix internationaux annuels afin de récompenser les personnes qui se sont distinguées dans le domaine de l'environnement et les leaders au niveau politique. Le concours s'est également joint à Greenpeace pour demander l'interdiction des cultures alimentaires génétiquement modifiées, la promotion de l'agriculture biologique et l'avancement de l'agriculture durable.
La Fondation s'est associée à The Climate Reality Project en 2016 pour la formation du « Climate Reality Leadership Corps » menée par son fondateur et président, l'ancien vice-président américain Al Gore, afin de créer une plateforme efficace de sensibilisation au changement climatique.

### Concours de mode écologique
Le 4 novembre 2008, la Fondation lance le premier concours de mode écologique, un événement annuel qui permet aux stylistes professionnels et non professionnels de proposer des créations respectueuses de l'environnement. Les créations de vêtements sont réalisées à partir de matériaux naturels et recyclables, de matières organiques et de motifs éco-chic qui peuvent être portés dans la vie de tous les jours ou sont dignes d'un défilé.

### Candidates
Le concours attire des candidates de pays et territoires qui désapprouvent généralement les concours de beauté.
En 2003, Vida Samadzai, une femme afghane résidant aux États-Unis, attire l'attention de la presse après avoir participé à une compétition en bikini rouge. C'est la première femme afghane à participer à un concours international de beauté en près de trois décennies, mais le fait qu'elle porte un bikini suscite un tumulte dans son pays natal. Sa participation au concours est condamnée par la Cour suprême afghane, qui estime qu'un tel affichage du corps féminin va à l'encontre de la loi islamique et de la culture afghane,.
En 2005, une reine de beauté pakistanaise, Naomi Zaman, est la première gagnante de Miss Pakistan World à participer à Miss Terre, et est la première déléguée du Pakistan à participer à un grand concours international ; les concours de beauté sont mal vus au Pakistan.
Miss Tibet 2006, Tsering Chungtak, la première femme à représenter le Tibet dans un grand concours international de beauté, fait la une des journaux lorsqu'elle attire l'attention sur la lutte des Tibétains pour la liberté. Elle défend également les limites acceptables pour le XXIe siècle, dans une culture tibétaine traditionnellement conservatrice, où la plupart des femmes adultes portent des robes qui vont jusqu'aux chevilles. Néanmoins, sa participation au concours est approuvée par le Dalaï-lama,.
Carousel Productions accorde une licence à l'organisation Miss Cuba en 2007 pour sélectionner la première représentante cubaine à Miss Terre. Toujours en 2007, Miss Terre est entrée dans l'histoire lorsque des délégués de Chine, de Hong Kong, de Macao, de Taïwan et du Tibet s'affronte pour la première fois dans un concours de beauté en dépit des sensibilités politiques.
En 2008, le royaume bouddhiste du Bhoutan, l'une des nations les plus isolées du monde envoie sa première Miss Tsokye Tsomo Karchun, au concours Miss Terre.
En 2009, le comité « Beauties of Africa » fait concourir Aheu Deng, Miss Soudan du Sud, qui mesure 1,96 m et devient la plus grande miss ayant participé au concours.
Dans l'édition 2016 du concours, l'organisation Miss Irak fait participer Susan Amer Sulaimani, première représentante de l'Irak depuis 1972 à prendre part aux concours internationaux dont Miss Terre 2016. Cependant, elle est la seule à porter une robe au lieu d'un bikini lors de la conférence de presse du concours.
Dans le concours de 2017, Miss Rwanda, Honorine Hirwa Uwase est apparue lors du défilé en maillot de bain en portant une robe, maintenant une tradition rwandaise de longue date de ne pas porter de bikinis en public.
Miss Liban 2018 Salwa Akar attire l'attention de la presse internationale lorsqu'elle est déchue de son titre au Liban, alors qu'elle participe au concours Miss Terre 2018 après avoir posté une photo sur Facebook avec son bras autour de Miss Israël Dana Zerik et fait des signes de paix. Dans un communiqué de presse, le porte-parole du Premier ministre israélien Benyamin Netanyahou, Ofir Gendelman, réagi au détrônement et condamne « l'apartheid libanais ».
La Papouasie-Nouvelle-Guinée envoie sa première représentante au concours Miss Terre 2019 avec Pauline Tibola.
En 2020, la 20e édition de Miss Terre marque l'entrée de pays dans le concours tels que le Bangladesh, le Burkina Faso et la Syrie.

### Lieu
Entre 2001 et 2009, le concours a lieu chaque année aux Philippines.
En 2010, le concours a lieu pour la première fois en dehors des Philippines. La soirée de couronnement se déroule à Nha Trang, au Viêt Nam.
En 2011, le concours devait avoir lieu à Bangkok, en Thaïlande, mais en raison des inondations, Carousel Productions décide de déplacer le lieu du concours à Manille, aux Philippines.
En 2012, le concours devait se tenir à Bali, en Indonésie, mais les organisateurs n'ayant pas rempli les conditions dans les délais impartis, le concours est revenu aux Philippines,.
En 2015, le concours est organisé pour la première fois en Europe, à Vienne, en Autriche.

### Critères des juges
Lors du pré-jugement, les candidates sont jugées sur leur intelligence et leurs connaissances des questions et politiques environnementales, ce qui représente 30 % de la note totale, les autres critères étant les suivants 35 % pour la beauté, 20 % pour la forme et la silhouette, 10 % pour l'équilibre et 5 % pour l'attitude.

## Palmarès
| Année | Lauréate                   | Pays représentant  | Pays hôte   | Ville hôte        | Candidates |
| ----- | -------------------------- | ------------------ | ----------- | ----------------- | ---------- |
| 2001  | Catharina Svensson         | Danemark           | Philippines | Quezon City       | 42         |
| 2002  | Džejla Glavović (détrônée) | Bosnie-Herzégovine | Philippines | Pasay City        | 53         |
| 2002  | Winifred Omwakwe           | Kenya              | Philippines | Pasay City        | 53         |
| 2003  | Dania Prince               | Honduras           | Philippines | Quezon City       | 57         |
| 2004  | Priscilla Meirelles        | Brésil             | Philippines | Quezon City       | 61         |
| 2005  | Alexandra Braun            | Venezuela          | Philippines | Quezon City       | 80         |
| 2006  | Hil Hernández              | Chili              | Philippines | Manille           | 82         |
| 2007  | Jessica Trisko             | Canada             | Philippines | Quezon City       | 88         |
| 2008  | Karla Henry                | Philippines        | Philippines | Angeles City      | 85         |
| 2009  | Larissa Ramos              | Brésil             | Philippines | Boracay           | 80         |
| 2010  | Nicole Faria               | Inde               | Vietnam     | Nha Trang         | 84         |
| 2011  | Olga Alava                 | Équateur           | Philippines | Quezon City       | 84         |
| 2012  | Tereza Fajksová            | Tchéquie           | Philippines | Muntinlupa        | 80         |
| 2013  | Alyz Henrich               | Venezuela          | Philippines | Muntinlupa        | 89         |
| 2014  | Jamie Herrell              | Philippines        | Philippines | Manille           | 85         |
| 2015  | Angelia Ong                | Philippines        | Autriche    | Vienne            | 86         |
| 2016  | Katherine Espín            | Équateur           | Philippines | Pasay             | 83         |
| 2017  | Karen Ibasco               | Philippines        | Philippines | Pasay             | 86         |
| 2018  | Nguyễn Phương Khánh        | Vietnam            | Philippines | Pasay             | 87         |
| 2019  | Nellys Pimentel            | Porto Rico         | Philippines | Parañaque         | 85         |
| 2020  | Lindsey Coffey             | États-Unis         | Virtuel     | Virtuel           | 84         |
| 2021  | Destiny Wagner             | Belize             | Virtuel     | Virtuel           | 89         |
| 2022  | Mina Sue Choi              | Corée du Sud       | Philippines | Parañaque         | 85         |
| 2023  | Drita Ziri                 | Albanie            | Vietnam     | Hô Chi Minh-Ville | 85         |
| 2024  | Jessica Lane               | Australie          | Philippines | Manille           | 76         |

## Galerie

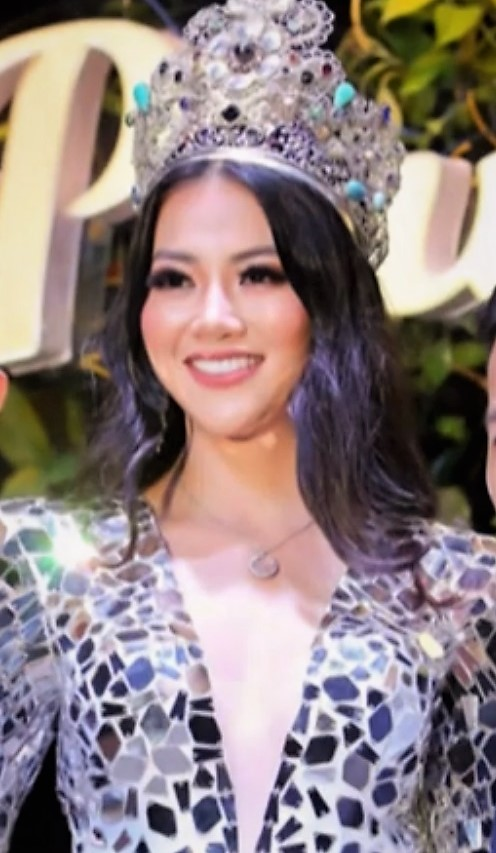
Miss Terre 2018 Nguyễn Phương Khánh
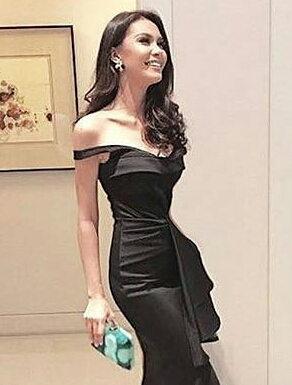
Miss Terre 2015 Angelia Ong
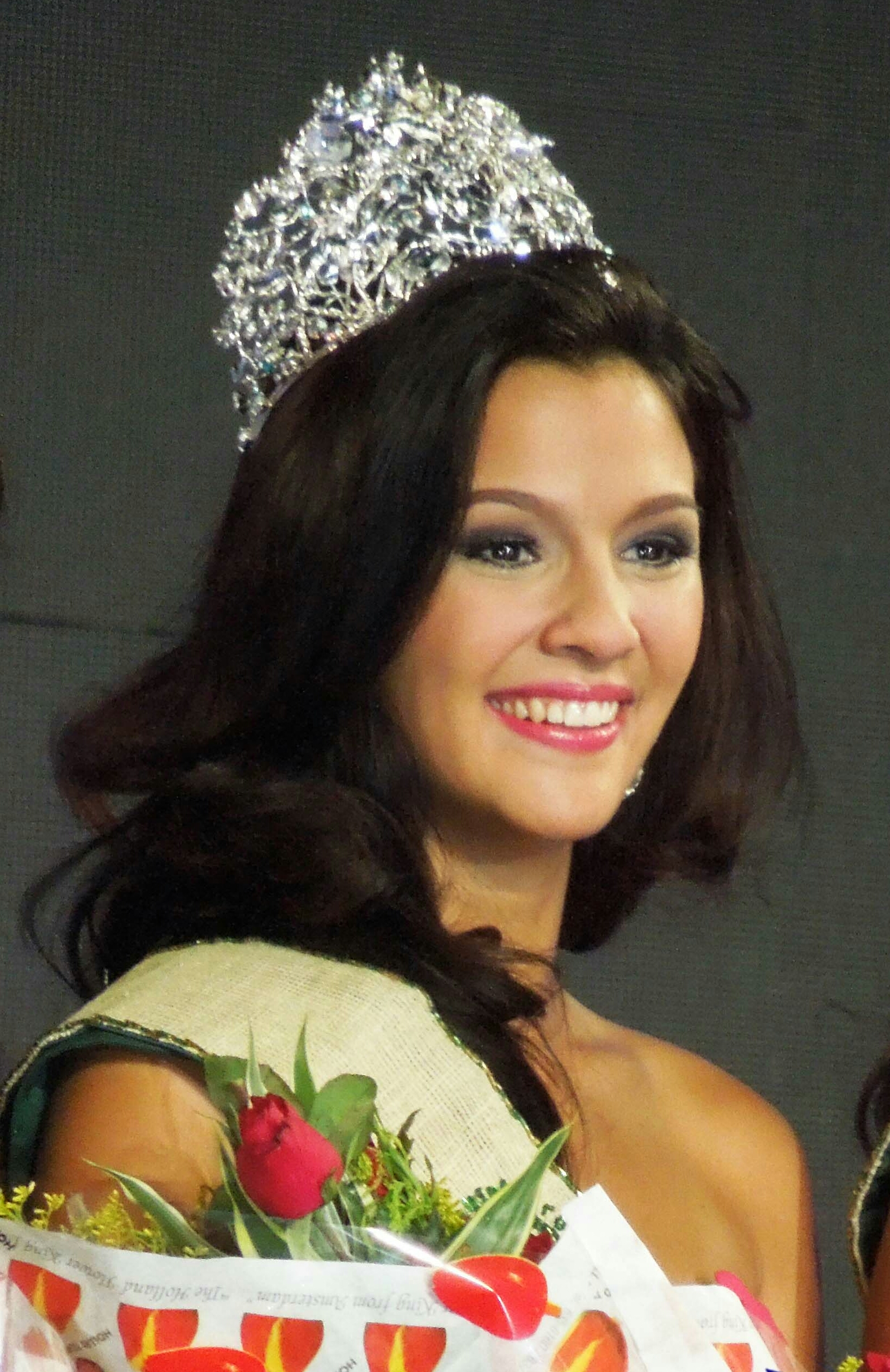
Miss Terre 2014 Jamie Herrell
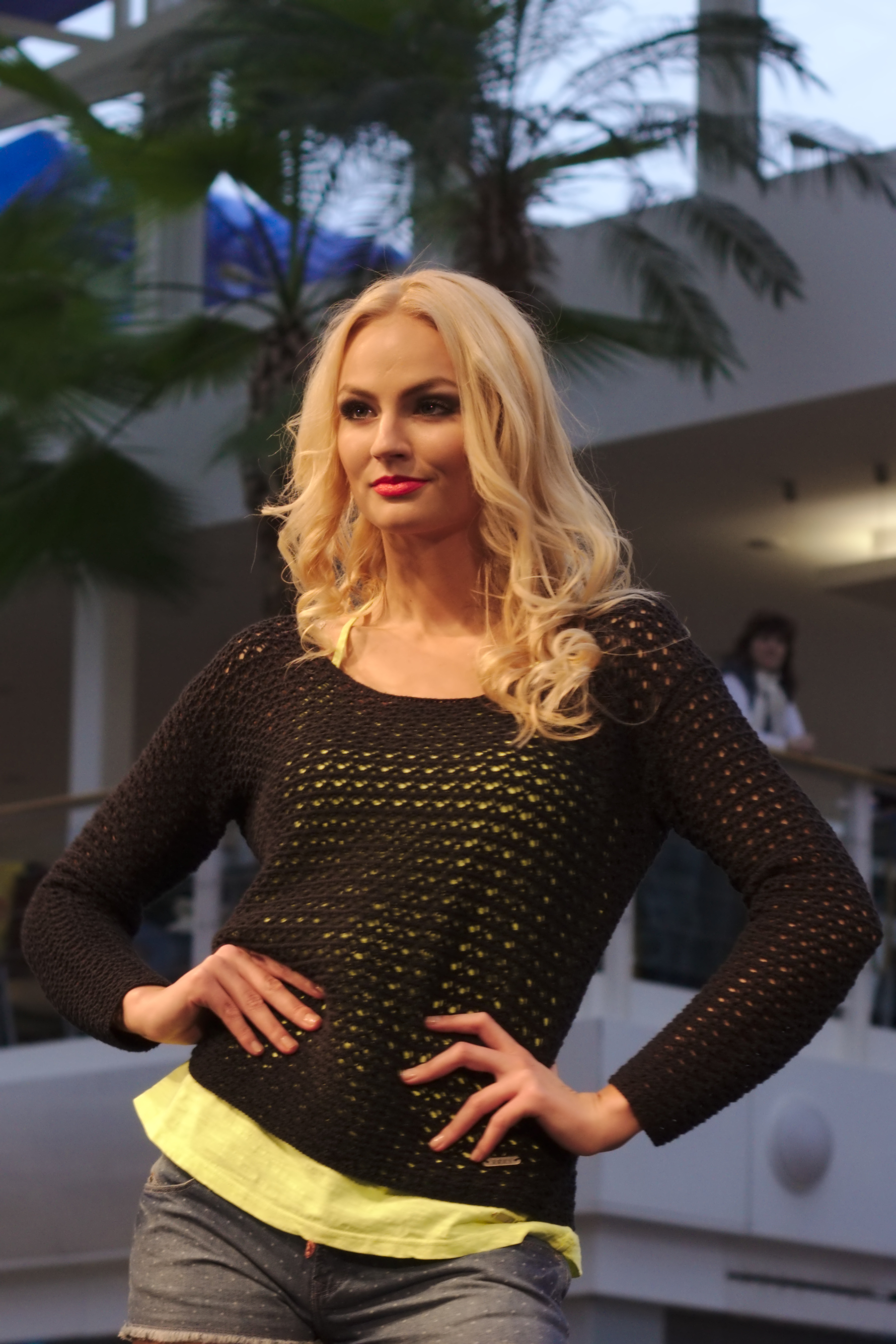
Miss Terre 2012 Tereza Fajksová
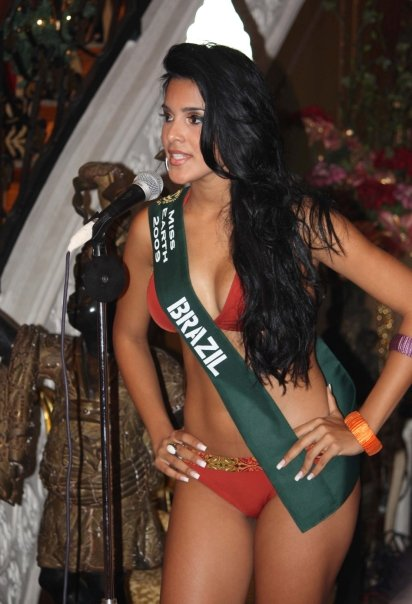
Miss Terre 2009 Larissa Ramos
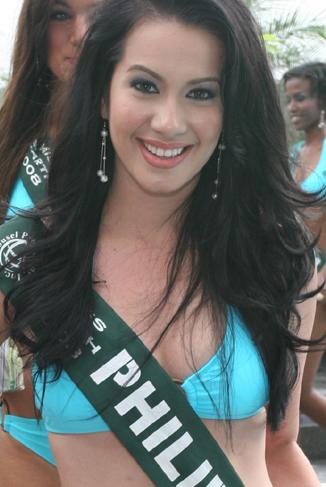
Miss Terre 2008 Karla Henry
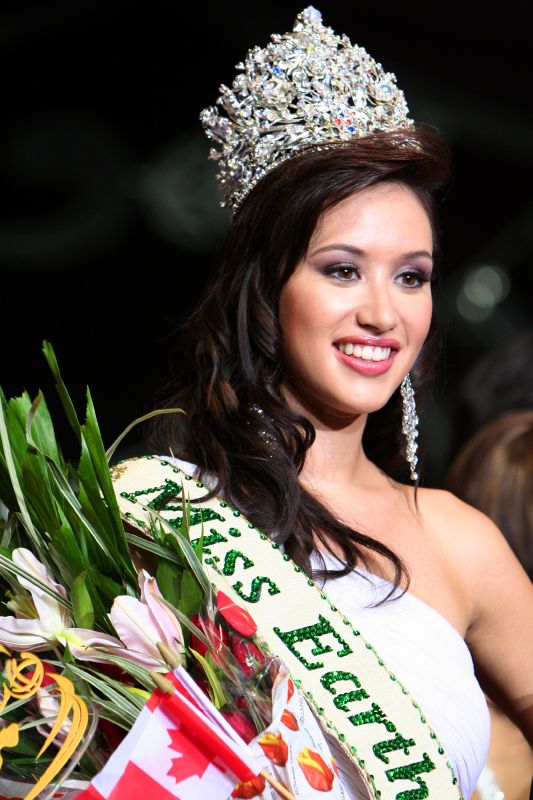
Miss Terre 2007 Jessica Trisko
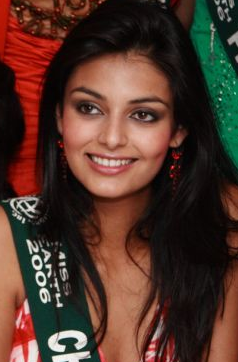
Miss Terre 2006 Hil Hernández
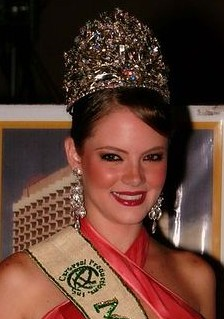
Miss Terre 2005 Alexandra Braun
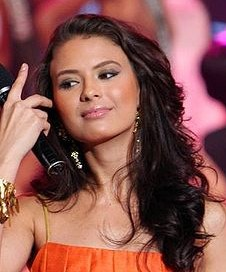
Miss Terre 2004 Priscilla Meirelles

## Listes des records par pays

### Nombres de gagnantes par pays
| Pays | Titres       | Années                 |
| ---- | ------------ | ---------------------- |
| 4    | Philippines  | 2008, 2014, 2015, 2017 |
| 2    | Équateur     | 2011, 2016             |
| 2    | Venezuela    | 2005, 2013             |
| 2    | Brésil       | 2004, 2009             |
| 1    | Australie    | 2024                   |
| 1    | Albanie      | 2023                   |
| 1    | Corée du Sud | 2022                   |
| 1    | Belize       | 2021                   |
| 1    | États-Unis   | 2020                   |
| 1    | Porto Rico   | 2019                   |
| 1    | Vietnam      | 2018                   |
| 1    | Tchéquie     | 2012                   |
| 1    | Inde         | 2010                   |
| 1    | Canada       | 2007                   |
| 1    | Chili        | 2006                   |
| 1    | Honduras     | 2003                   |
| 1    | Kenya        | 2002                   |
| 1    | Danemark     | 2001                   |

### Nombre de gagnantes par continent
| Continent | Titres | Pays |
| --------- | ------ | --- |
| Amérique  | 11     | Brésil (2), Venezuela (2), Équateur (2), Belize (1), Canada (1), Chili (1), Honduras (1), Porto Rico (1), États-Unis (1) |
| Asie      | 7      | Philippines (4), Inde (1), Vietnam (1), Corée du Sud (1)                                                                 |
| Europe    | 3      | Danemark (1), République tchèque (1), Albanie (1)                                                                        |
| Afrique   | 1      | Kenya (1) |
| Océanie   | 1      | Australie (1) |